# Pôle territorial de coopération économique
Un pôle territorial de coopération économique (PTCE) est un groupement d'acteurs territoriaux, qui vise à développer ensemble des projets économiques et sociaux innovants, par une stratégie de coopération et de mutualisation.
Les PTCE ont pour vocation de dynamiser les territoires en favorisant l'essor des projets d'économie sociale et solidaire (ESS) qui ont un fort impact local et qui créent des emplois majoritairement non délocalisables tout en respectant les êtres humains et l'environnement.

## Histoire

### Fondation
Le terme de PTCE et le concept associé, sont nés en avril 2009 au sein d’un groupe de travail du Labo de l’ESS, think tank français travaillant sur l'ESS, fondé par Claude Alphandéry et quelques dirigeants de l’économie sociale réunis autour de lui en 2008. Ce groupe, nommé Territoires, est composé de membres du réseau des collectivités territoriales pour une économie solidaire, de Coorace, de l'association des régions de France, de la Chambre régionale de l'économie sociale et solidaire Île-de-France, de L'Atelier - Centre de ressources régional de l'économie sociale et solidaire et du Mouvement pour l' Economie Solidaire. « Expérimenter et labelliser 100 pôles de coopération » est l'une des soixante propositions pour changer de cap formulé par ce groupe.
En 2010, une première définition interne est définie :

« Un pôle territorial de coopération économique est un regroupement, sur un territoire donné, d’initiatives, d’entreprises et de réseaux de l’économie sociale et solidaire associé à des PME socialement responsables, des collectivités locales, des centres de recherche et organismes de formation, qui met en œuvre une stratégie commune et continue de coopération et de mutualisation au service de projets économiques innovants de développement local durable »

— Labo de l'ESS
À la suite de la tenue des États Généraux de juin 2011, un appel à projets est lancé à l’automne 2011 par le Labo de l'ESS pour permettre aux initiatives en cours de se faire connaître, une trentaine étant déjà identifiée. Plus de 130 réponses sont reçues et classées en trois catégories, les PTCE témoins existants, les PTCE émergents et les PTCE en projet.
Le terme est alors déposé à l’INPI, sur les conseils de Michel Adam, cofondateur du réseau des boutiques de gestion devenu BGE et qui avait déposé le terme dès sa fondation en 1980.
Après l’élection présidentielle française de 2012 et la préparation d’un projet de loi cadre sur l’ESS, l’État à son tour lance un appel à projet interministériel avec une définition légèrement différente du concept initial.
Le 15 juillet 2013, l'État et la Caisse des dépôts et consignations dote de 3 millions d'euros un premier appel à projet à destination des PTCE. 180 candidatures sont déposées. Début 2014, 23 PTCE en phase de consolidation et émergents sont annoncés lauréats par Cécile Duflot, Ministre de l’Égalité des territoires et du Logement, François Lamy, Ministre délégué chargé de la Ville et par Benoît Hamon, Ministre délégué chargé de l’Économie sociale et solidaire et de la Consommation,,.

### Reconnaissance législative
L'article 9 de la loi sur l'économie sociale et solidaire de 2014 reconnaît les PTCE et soutient leur développement. Elle en donne la définition suivante,, :

« les PTCE sont constitués par le regroupement sur un même territoire d'entreprises de l’économie sociale et solidaire (…) qui s'associent à des entreprises, en lien avec des collectivités territoriales, des centres de recherche, des établissements d'enseignement supérieur et de recherche, des organismes de formation ou tout autre personne physique ou morale pour mettre en œuvre une stratégie commune et continue de mutualisation, de coopération ou de partenariat au service de projets économiques et sociaux innovants socialement ou technologiquement et porteurs d'un développement local durable. »

### Structuration
Un deuxième appel à projets est annoncé à l'occasion du Printemps de l'économie solidaire et sociale à Bercy le 21 avril 2015. Le budget global alloué à cette opération est de 2,7 millions d'euros.
Le 16 mai 2017, le Labo de l'ESS publie une première analyse sur les PTCE.
En décembre 2020, le Labo de l’ESS publie, à la demande du Secrétariat d’État à l’économie sociale, solidaire et responsable, le rapport « Relancer les PTCE ». Dans le cadre de ce rapport, la charte commune des PTCE est actualisée.
En mai 2021, la secrétaire d'État Chargée de l'Économie sociale et solidaire, Olivia Grégoire, lance un appel à manifestation d'intérêt pour les PTCE. 15 lauréats sont sélectionnés.
Fin 2021, il existe 56 PTCE en France.
En 2022, les PTCE sont des regroupements coopératifs territoriaux en émergence, dont la réalité, à la fois mouvante et en forte évolution. Ainsi, selon la composition de ses membres, son histoire et les activités développées, les PTCE sont très différents des uns des autres. Le soutien rapide des pouvoirs publics au niveau national comme local est un atout incontestable et explique une partie de l’attention portée à un nombre croissant de coopérations économiques territoriales issues de l’ESS.

## Organisation

### Les membres
Le PTCE regroupe divers membres. Il s'agit d'un groupement d'acteurs et d’organisations (associations, entreprises, collectivités locales, organismes de recherche ou de formation). Les PTCE ont la particularité d'imbriquer des entreprises conventionnelles avec d'autres acteurs de l'économie sociale et solidaire (ESS) dans l'objectif de coopérer sur des projets économiques, sociaux et innovants. Les entreprises hors du champ de l'ESS représentent en moyenne 18 % des organisations membres des PTCE. À quelques exceptions près, les entreprises hors ESS sont des petites et moyennes entreprises, voire de très petites entreprises. Les plus grandes entreprises sont souvent des partenaires des PTCE. En ce qui concerne les collectivités territoriales, ces dernières s'impliquent généralement au-delà d’un simple soutien financier.
La coopération entre ces membres est à organisation variable. Les projets de coopération ne mobilisent pas toujours les mêmes membres. Le périmètre d’un PTCE renvoie à une pluralité de modalités et degrés de « faire ensemble » permettant des formes d’intégration progressive.

### Les statuts du PTCE
D’un point de vue statutaire, les associations constituent la principale forme d'organisation des PTCE, suivi d’un nombre significatif de société coopérative d’intérêt collectif (Scic), société coopérative et participative (Scop) ou de structure d’insertion par l’activité économique (SIAE),.

### Les activités du PTCE
Les principaux secteurs d’activités repérés sont la production et diffusion d’œuvres artistiques et culturelles (édition et distribution de livres, musiques actuelles) ; les éco-activités (recyclage, réemploi, valorisation et vente de déchets, entretien et aménagement d’espaces verts, jardin partagé, énergies renouvelables, covoiturage…) ; la restauration (collective et sociale, cuisine multiculturelle, traiteur…) et la distribution alimentaire (commerce équitable, produits et paniers biologiques, épicerie solidaire, circuits courts) ; le bâtiment ; la filière bois et l’écoconstruction ; les services à la personne ; les activités créatives (mode, design) et numérique ; etc..
Beaucoup de membres PTCE développent des fonctions transverses relevant du développement local, du développement durable, de l’ingénierie, de l’accompagnement et l’incubation d’activités, de la formation professionnelle, de la sécurisation des parcours professionnels et de l’insertion.
Si 46 % des PTCE structurent leur activité économique autour d’une filière pivot, les autres peuvent la développer autour de filières connexes, à partir d’un ensemble pluriactivité ou de plusieurs filières. Il s'agit de la différence entre les PTCE filières et les PTCE territoires.

### Coopération
Les valeurs de coopération, de mutualisation, de lien social et de solidarité sont mises en avant par les PTCE.
Trois modalités de coopération ont été caractérisées. La première renvoie à la mutualisation de ressources, de lieux communs et de fonctions supports (veille commerciale et réglementaire, communication, emplois partagés et formation commune, achats groupés, gestion administrative). Une seconde modalité correspond à des coopérations économiques sur des projets communs. Elles peuvent prendre la forme de coopérations bilatérales et de participations croisées entre membres, de la création d’activités et d’entreprises ou encore d’une offre commune mixant les compétences des parties prenantes. La dernière modalité est celle d’une coopération stratégique, plus immatérielle, autour d’une vision partagée et prospective du territoire et d’un processus de recherche et développement ou d’innovation.

### Modèle économique
L’économie des PTCE est complexe et constitue le principal frein à leur développement. Ils doivent financer la cellule d'animation des coopérations sur le territoire ainsi que les fonctions supports. Ils doivent aussi, selon leurs activités, développer leurs offres de biens et de services. En contrepartie, leurs ressources sont souvent difficiles à trouver. Les PTCE dépendent ainsi le plus souvent des subventions des pouvoirs publics. Pour avoir une pérennité, les PTCE doivent diversifier leurs ressources : prêts, dons, produits liés aux services mutualisés, revenus des loyers si le PTCE gère un lieu commun, la refacturation par le PTCE aux entreprises membres de services tels que l’accueil et la logistique, l’achat groupé de fourniture, la communication, la paie et la comptabilité.